# Carlo Simonigh
Carlo Simonigh (10 de enero de 1936-15 de enero de 2014) fue un deportista italiano que compitió en ciclismo en la modalidad de pista. Ganó dos medallas en el Campeonato Mundial de Ciclismo en Pista, oro en 1957 y bronce en 1958.

## Medallero internacional
| Campeonato Mundial | Campeonato Mundial | Campeonato Mundial | Campeonato Mundial         |
| Año                | Lugar              | Medalla            | Competición                |
| ------------------ | ------------------ | ------------------ | -------------------------- |
| 1957               | Rocourt (Bélgica)  | Medalla de oro     | Persecución individual (A) |
| 1958               | París (Francia)    | Medalla de bronce  | Persecución individual (A) |